# زوی کلارک
زوی کلارک (انگلیسی: Zoey Clark؛ زادهٔ ۲۵ اکتبر ۱۹۹۴) ورزشکار دو و میدانی اهل بریتانیا است.
وی در مسابقات کشوری و بین‌المللی در مجموع برندهٔ ۲ مدال نقره و ۱ مدال برنز شده‌است.